# Récord de velocidad de motocicletas

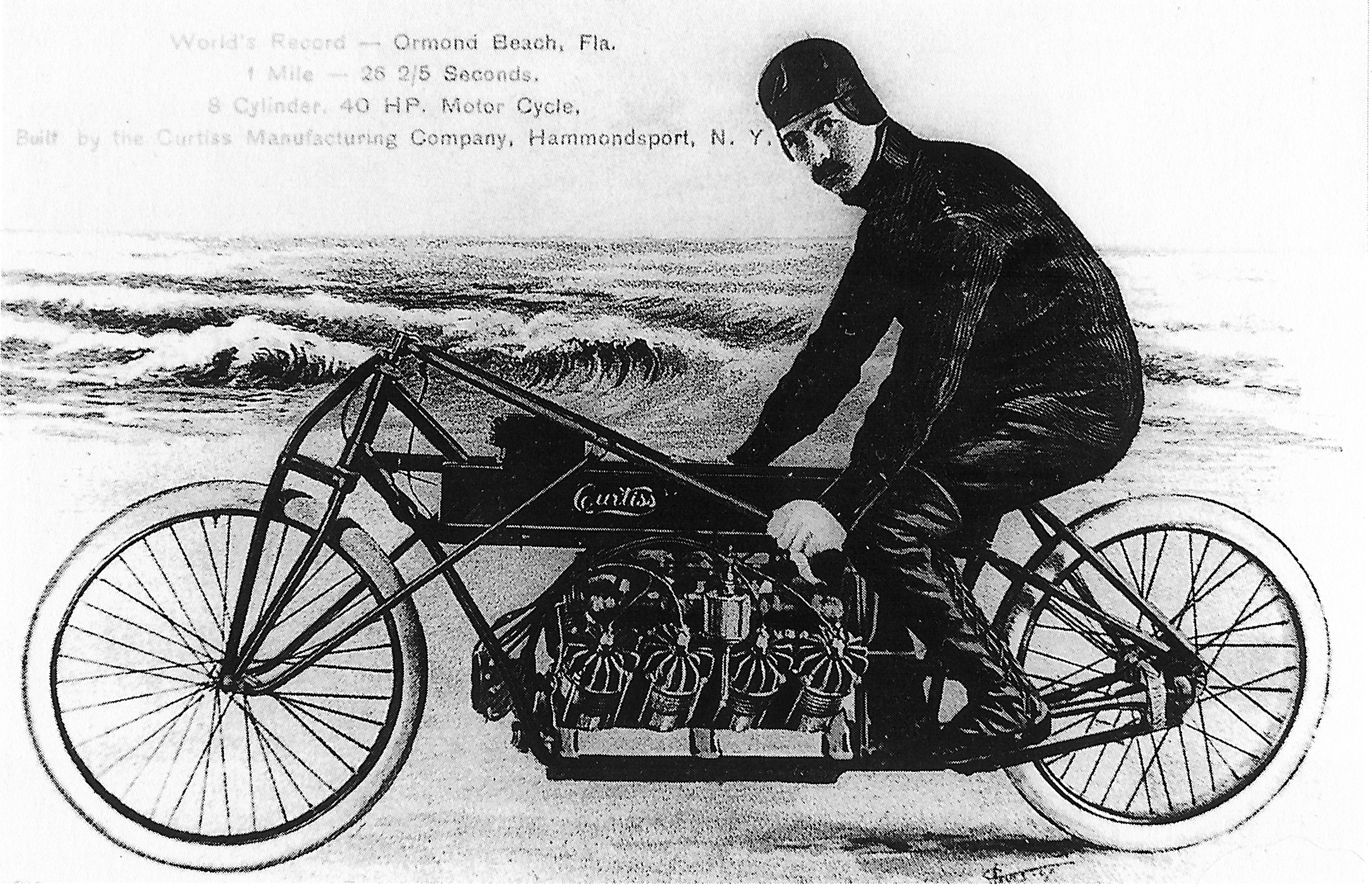
Glenn Curtiss, récord mundial de velocidad en su motocicleta V8 (1907)

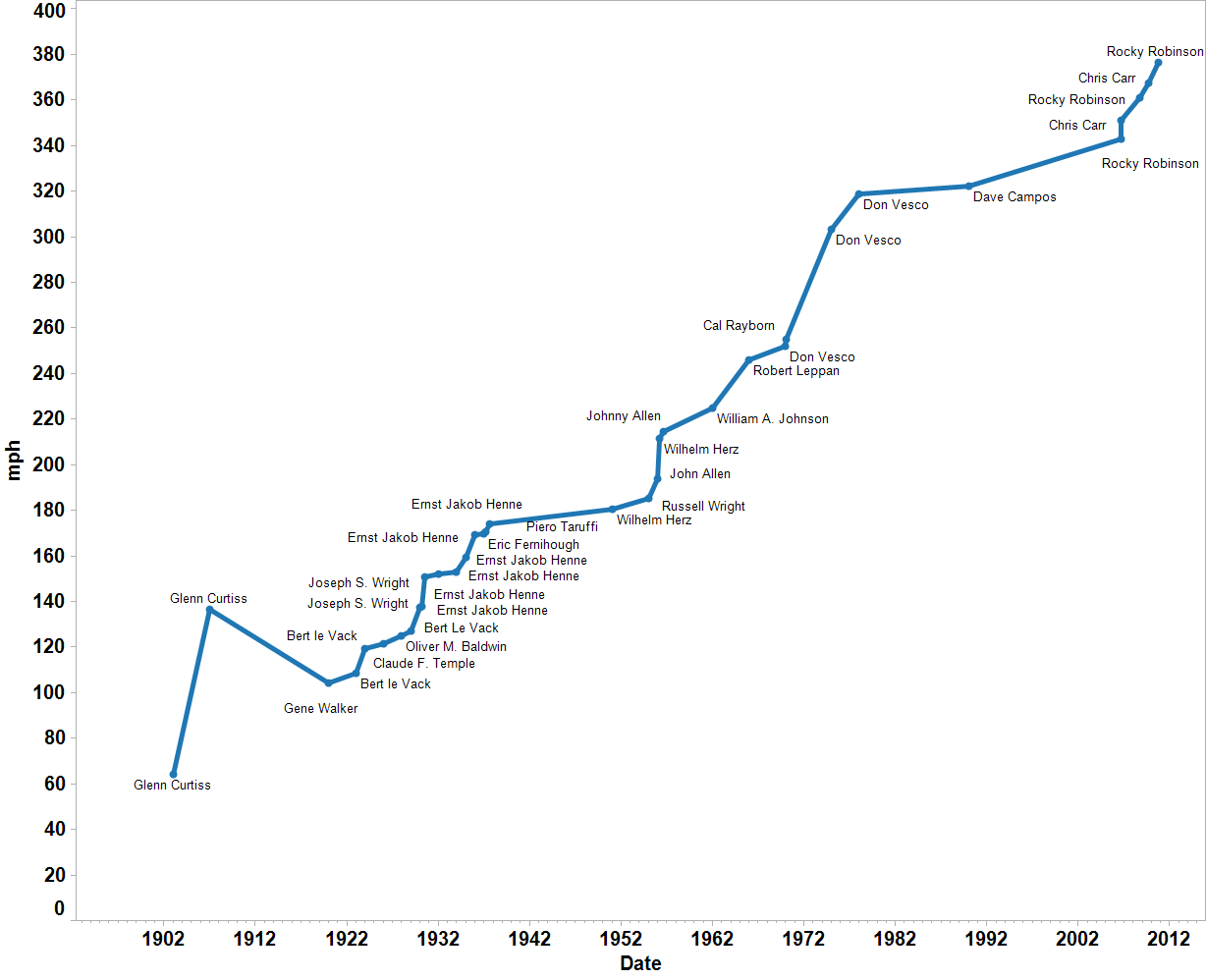
Velocidad (mph) por años

El registro de velocidad de motocicletas es la máxima velocidad lograda por una motocicleta en tierra. Se estandariza como la velocidad en un recorrido de longitud fija, promediada en dos carreras en direcciones opuestas. Para batir este registro se utilizan motocicletas especiales o modificadas, distintas de las motocicletas de producción más rápidas.
Los primeros registros de velocidad de motocicletas generalmente reconocidos fueron establecidos extraoficialmente por Glenn Curtiss, usando motores de aviación de su propia fabricación, primero en 1903, cuando logró alcanzar 64 mph (103 kilómetros por hora) en Yonkers usando un Motor bicilíndrico en V, y luego el 24 de enero de 1907 en Ormond Beach, Florida, cuando llegó hasta 136,27 mph (219,3 kilómetros por hora) con un V8 alojado en un chasis tubular con transmisión directa del eje a la rueda trasera. Un intento de ida y vuelta se frustró cuando el eje de transmisión se soltó a gran velocidad, pero pudo controlar la máquina para detenerse sin sufrir ningún percance. La motocicleta V8 de Curtiss se encuentra actualmente en la colección de Transporte del Instituto Smithsoniano.
El récord de 1907 convirtió a Curtiss en la persona más rápida del mundo en cualquier vehículo terrestre o aéreo, dado que por entonces el récord de velocidad en tierra para un automóvil estaba en 127,66 mph (205,4 kilómetros por hora), impulsado por un motor de vapor; el récord de velocidad sobre raíles estaba en 131 mph (210,8 kilómetros por hora), de una locomotora eléctrica; y en el aire, donde las consideraciones de peso hacían que el motor de combustión interna predominara, el récord de velocidad aéreo todavía estaba en poder de los Hermanos Wright, con una modesta marca de 37,85 mph (60,9 kilómetros por hora). (Véase también Blitzen Benz)
El primer registro respaldado por la Federación Internacional de Motociclismo (FIM) se estableció en 1920, cuando Gene Walker pilotó una Indian en Daytona Beach a una velocidad de 104,12 mph (167,6 kilómetros por hora). El primer récord aceptado por la FIM superando la velocidad de 1907 de Curtiss no se produjo hasta 1930, en Arpajon, Francia, cuando un chasis OEC especial con motor JAP superpotenciado de 1000cc, con cilindros gemelos en V, promedió 137 mph (220,5 kilómetros por hora) sobre las dos carreras de doble sentido requeridas. En la década de 1930 se produjo una batalla internacional, alternándose el récord entre la BMW conducida por Ernst Henne y varias motocicletas inglesas impulsadas por JAP (Zenith, OEC, Brough Superior). BMW estableció un último récord antes de la Segunda Guerra Mundial, en 1937, de 173,68 mph (279,5 kilómetros por hora), que se mantuvo durante 11 años.
Después de la Segunda Guerra Mundial, la fábrica alemana NSU luchó contra las máquinas inglesas (Vincent HRD, Triumph) por el honor de ostentar la velocidad máxima durante la década de 1960, cuando aparecieron las motocicletas aerodinámicas carenadas con motor japonés y se alternó con máquinas equipadas con motor Harley-Davidson hasta 1990. El último registro de Harley-Davidson de 322,15 mph (518,5 kilómetros por hora) se mantuvo durante 16 años, antes de que una máquina con motor Suzuki promediara 342,8 mph (551,7 kilómetros por hora) en 2006. Desde entonces, el equipo de BUB, que utiliza un motor V4 personalizado, se ha alternado con el equipo Ack Attack con doble motor Suzuki. Desde finales de 2010, el equipo Ack Attack ha mantenido el récord de velocidad de motocicletas en .452,23 mph                                      (727,8 kilómetros por hora)

## Triciclo con motor a reacción
El registro más rápido certificado por la FIM es el establecido en 1964 por el triciclo a reacción, Spirit of America. Estableció tres récords absolutos, el último a 526,277 mph (847 kilómetros por hora). Si bien dichos registros generalmente son validados por la Federación Internacional del Automóvil, la FIA solo certifica vehículos con al menos cuatro ruedas, mientras que el FIM certifica vehículos de dos y tres ruedas. Breedlove nunca tuvo la intención de que el Spirit of America fuera clasificado como una motocicleta, a pesar de haberse diseñado como un triciclo, y solo apeló a la FIM después de ser rechazado su récord por la FIA. El récord del Spirit of America ratificado por la FIM impulsó a la FIA a crear una nueva categoría de vehículos "con motor de empuje" para sus listados de récords mundiales. Además, es más habitual pensar en el triciclo "Spirit of America" (que ahora forma parte de la colección permanente del Museo de Ciencia e Industria de Chicago) como un "automóvil" y no como una motocicleta.

## Lista de registros
| Fecha                    | Lugar                                                             | Piloto             | Fabricante                            | Cilindrada cc | Velocidad | Velocidad | Comentarios |
| Fecha                    | Lugar                                                             | Piloto             | Fabricante                            | Cilindrada cc | mph       | km/h      | Comentarios |
| ------------------------ | ----------------------------------------------------------------- | ------------------ | ------------------------------------- | ------------- | --------- | --------- | --- |
| 1903                     | Yonkers, EE. UU.                                                  | Glenn Curtiss      | Curtiss V-2                           | 1000 cc       | 64        | 103       | Primer Récord Mundial de Velocidad (no oficial) sobre la milla, Hércules con cilindros en V gemelos.                                          |
| 1905                     | Blackpool (velocidad en 1000 m; 27 de julio de 1905), Reino Unido | Henri Cissac       | Peugeot (cilindros gemelos en V)      | 1489cc        | 87        | 140       | Pruebas de velocidad de Blackpool. |
| 24 de enero de 1907      | Ormond Beach, EE. UU.                                             | Glenn Curtiss      | Curtiss V-8                           | 4000 cc       | 136.27    | 219.31    | Récord no oficial durante 20 años. |
| 14 de abril de 1920      | Daytona Beach, EE. UU.                                            | Gene Walker        | Indian                                | 994 cc        | 103.56    | 166.66    | [ 6 ] [ 7 ] |
| 6 de noviembre de 1923   | Brooklands, Reino Unido                                           | Claude Temple      | Anzani                                |               | 108.48    | 174.58    | [ 6 ] |
| 6 de julio de 1924       | Arpajon, Francia                                                  | Bert le Vack       | Brough Superior-JAP                   | 867 cc        | 118.99    | 191.50    | [ 6 ] |
| 5 de septiembre de 1926  | Arpajon, Francia                                                  | Claude F. Temple   | OEC-Temple                            | 996 cc        | 121.44    | 195.44    | [ 6 ] |
| 25 de agosto de 1928     | Arpajon, Francia                                                  | Owen M. Baldwin    | Zenith-JAP                            | 996 cc        | 124.27    | 199.99    | [ 6 ] |
| 25 de agosto de 1929     | Arpajon, Francia                                                  | Bert Le Vack       | Brough-Superior                       | 995 cc        | 129.00    | 207.6     | [ 7 ] |
| 19 de septiembre de 1929 | Ingolstadt, Alemania                                              | Ernst Jakob Henne  | BMW WR 750                            | 735 cc        | 134.67    | 216.75    | Primer uso con éxito de sobrealimentación en un Récord Mundial.                                                                               |
| 31 de agosto de 1930     | Arpajon, Francia                                                  | Joseph S. Wright   | OEC Temple JAP                        | 994 cc        | 137.23    | 220.99    | Primer récord oficial en superar la marca pionera de Curtiss.                                                                                 |
| 21 de septiembre de 1930 | Ingolstadt, Alemania                                              | Ernst Jakob Henne  | BMW WR 750                            | 735 cc        | 137.74    | 221.67    | [ 7 ] |
| 6 de noviembre de 1930   | Cork, Irlanda                                                     | Joseph S. Wright   | Zenith JAP                            | 995 cc        | 150.74    | 242.59    | [ 6 ] |
| 2 de noviembre de 1932   | Tát, Hungría                                                      | Ernst Jakob Henne  | BMW                                   | 736 cc        | 151.86    | 244.40    | [ 6 ] |
| 30 de octubre de 1934    | Gyon, Hungría                                                     | Ernst Jakob Henne  | BMW                                   | 736 cc        | 153.00    | 246.23    | [ 6 ] |
| 27 de septiembre de 1935 | A3 (ruta Fráncfort del Meno-Múnich), autopistas de Alemania       | Ernst Jakob Henne  | BMW                                   | 736 cc        | 159.10    | 256.04    | Primer récord por encima de 250 km/h (155,3 millas por hora).                                                                                 |
| 12 de octubre de 1936    | A3, Alemania                                                      | Ernst Jakob Henne  | BMW Type 255                          | 493 cc        | 169.08    | 272.11    | [ 6 ] |
| 19 de abril de 1937      | Gyon, Hungría                                                     | Eric Fernihough    | Brough Superior-JAP                   | 995 cc        | 169.72    | 273.14    | JAP sobrealimentada. Fernihough murió durante un intento de récord en 1938.                                                                   |
| 21 de octubre de 1937    | Autostrada A4 (ruta Brescia-Bérgamo), Italia                      | Piero Taruffi      | Gilera                                | 492 cc        | 170.37    | 274.18    | Sobrealimentador y 4 cilindros. Taruffi era famoso como piloto de Grand Prix.                                                                 |
| 28 de noviembre de 1937  | A3, Alemania                                                      | Ernst Jakob Henne  | BMW                                   | 495 cc        | 173.68    | 279.50    | Último récord anterior a la Segunda Guerra Mundial.                                                                                           |
| 1951                     | A9 (ruta Ingolstadt-Múnich), autopistas de Alemania               | Wilhelm Herz       | NSU Delphin I carenada                | 499 cc        | 180.29    | 290.322   | Primer récord posterior a la Segunda Guerra Mundial.                                                                                          |
| 1955                     | Christchurch, Nueva Zelanda                                       | Russell Wright     | Vincent-HRD                           | 998 cc        | 184.83    | 297.640   | [ 7 ] |
| 25 de septiembre de 1955 | Bonneville, EE. UU.                                               | John Allen         | Triumph                               | 649 cc        | 192.719   | 310.151   | Sin ratificar por la FIM. |
| 2 de agosto de 1956      | Bonneville, EE. UU.                                               | Wilhelm Herz       | NSU Delphin III carenada              | 499 cc        | 189.5     | 304.97    | [ 17 ] |
| 4 de agosto de 1956      | Bonneville, EE. UU.                                               | Wilhelm Herz       | NSU Delphin III carenada              | 499 cc        | 210.64    | 338.992   | Primer récord por encima de 200 mph (320 km/h).                                                                                               |
| 6 de septiembre de 1956  | Bonneville, EE. UU.                                               | Johnny Allen       | Triumph Tiger T110                    | 649 cc        | 214.4     | 345.188   | Sin ratificar por la FIM. |
| 5 de septiembre de 1962  | Bonneville, EE. UU.                                               | William A. Johnson | Triumph                               | 650 cc        | 224.57    | 361.41    | [ 22 ] |
| 1966                     | Bonneville, EE. UU.                                               | Robert Leppan      | Triumph Special Gyronaut X-1 carenada | 1298 cc       | 245.667   | 395.36    | Triumph Special de motores gemelos. |
| 1970                     | Bonneville, EE. UU.                                               | Don Vesco          | Yamaha "Big Red" carenada             | 700 cc        | 251.66    | 405.25    | Motores gemelos de dos tiempos. Primer récord por encima de 250 mph (402 km/h).                                                               |
| 1970                     | Bonneville, EE. UU.                                               | Cal Rayborn        | Harley-Davidson                       | 1480 cc       | 265.492   | 410.37    | Motor Sportster con combustible nitrado apodado 'Godzilla', construido por Warner Riley.                                                      |
| 28 de septiembre de 1975 | Bonneville, EE. UU.                                               | Don Vesco          | Yamaha "Silver Bird" carenada         | 1480 cc       | 302.92    | 487.515   | Primer récord por encima de 300 mph (483 km/h).                                                                                               |
| 28 de agosto de 1978     | Bonneville, EE. UU.                                               | Don Vesco          | Lightning Bolt carenada               | 2030 cc       | 318.598   | 509.757   | Motores gemelos con turbocompresor Kawasaki Kz1000. Primer récord por encima de 500 km/h (311 mph).                                           |
| 14 de julio de 1990      | Bonneville, EE. UU.                                               | Dave Campos        | Easyriders carenada                   | 3000 cc       | 322.150   | 518.450   | Motores Harley-Davidson gemelos. Récord oficial más duradero, 16 años (véase el récord no oficial de Curtiss que se mantuvo durante 20 años). |
| 3 de septiembre de 2006  | Bonneville, EE. UU.                                               | Rocky Robinson     | Top Oil-Ack Attack carenada           | 2600 cc       | 342.797   | 551.678   | Motores gemelos Suzuki. |
| 5 de septiembre de 2006  | Bonneville, EE. UU.                                               | Chris Carr         | BUB Seven streamliner                 | 2997 cc       | 350.884   | 564.693   | BUB/Sierra Design V4. |
| 26 de septiembre de 2008 | Bonneville, EE. UU.                                               | Rocky Robinson     | Top Oil-Ack Attack streamliner        | 2600 cc       | 360.913   | 580.833   | Motores gemelos Suzuki. |
| 24 de septiembre de 2009 | Bonneville, EE. UU.                                               | Chris Carr         | BUB Seven streamliner                 | 2997 cc       | 367.382   | 591.244   | BUB/Sierra Design V4. |
| 25 de septiembre de 2010 | Bonneville, EE. UU.                                               | Rocky Robinson     | Top Oil-Ack Attack streamliner        | 2600 cc       | 376.363   | 605.697   | Dos motores gemelos Suzuki. Primer récord por encima de 600 km/h (373 mph).                                                                   |